# Taniec brzucha
Taniec orientalny, taniec arabski (arab. raqs sharqi), taniec brzucha (ang. belly dance, fr. danse du ventre) – sztuka tańca pochodząca z terenów Bliskiego Wschodu i Afryki Północnej. Taniec ten wykonywany jest głównie (ale nie wyłącznie) przez kobiety. 
Współczesny taniec sceniczny, powstały na początku XX wieku, stanowi połączenie tradycyjnych tańców tych rejonów z tańcem klasycznym, z domieszką inspiracji przenikających z innych rodzajów tańca. Nie jest to taniec sformalizowany tak jak np. taniec towarzyski, gdzie występuje jeden powszechnie uznany kanon dotyczący muzyki, figur i sposobu ich wykonania. Choreografie w tańcu orientalnym wykonuje się solo lub w grupie, podobnie jak w tańcu klasycznym.
Bardzo istotne w tańcu orientalnym jest izolowanie od siebie poszczególnych części ciała i partii mięśni. Elementem bardzo charakterystycznym są tzw. shimmies, czyli grupa ruchów wprawiających całe ciało tancerki (np. shimmy earthquake, shimmy kolanowe) bądź jakąś jego część (biodra, ramiona, brzuch, dłoń, noga) w drżenie. Właściwe ruchy mięśni brzucha występują bardzo rzadko i jest ich tylko kilka (fala brzucha, shimmy przeponowe, popy, locki mięśni brzucha). Praca mięśni brzucha często stanowi natomiast wykończenie ruchów bioder lub klatki piersiowej. 
Taniec brzucha jest sztuką żywą, która ciągle się rozwija i zmienia. Zakres wykorzystywanych ruchów i figur różni się w zależności od kraju, dlatego często wyróżnia się style narodowe. Dla laików jednak różnice te są trudno zauważalne. Tancerki często wykorzystują różnorakie rekwizyty, których użycie zwiększa możliwości ekspresji oraz uatrakcyjnia występ.

## Nazwa

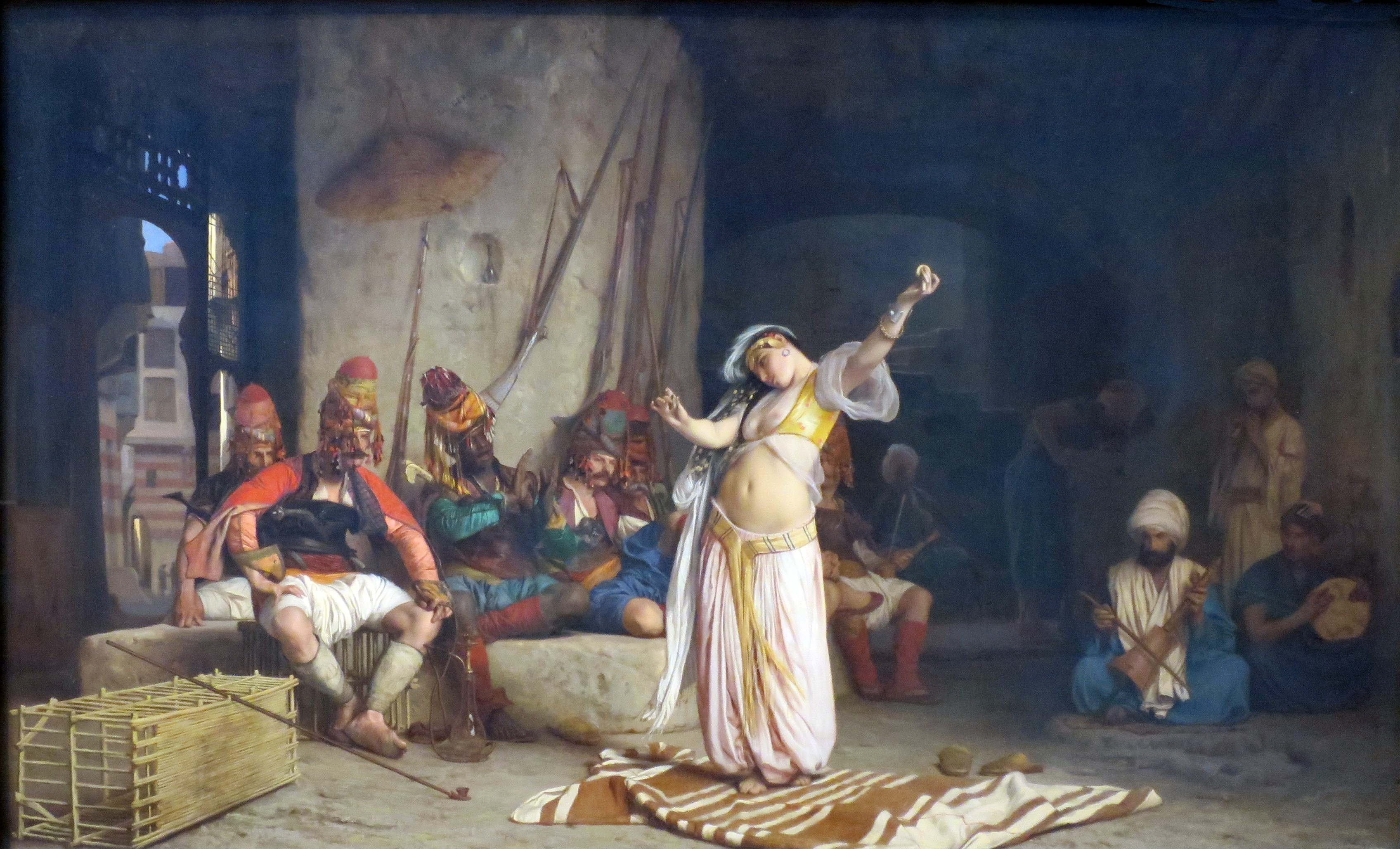
Jean-Léon Gérôme, Taniec Almeh (1863)

Nazwa "taniec brzucha" nie jest nazwą oryginalną. W krajach arabskich taniec ten nazywa się "raqs sharqi", co można przetłumaczyć jako "taniec wschodni", "taniec orientalny" lub "raqs al-hizzi". Nazywany bywa także tańcem orientalnym, co niektórzy mylnie odbierają jako określenie tańca wszystkich regionów Orientu, np. Indii i Chin, z którymi nie ma nic wspólnego. 
Nazwę "taniec brzucha" wprowadzili przedstawiciele cywilizacji zachodniej (Francuzi). Pierwszy raz podobno użyto określenia danse du ventre (fr. taniec brzucha) w stosunku do tańca Ouled Nail, tańczonego w miejscowości  Bou Saada w Algierii. Charakteryzował się on tym, że tancerka poruszała wyłącznie mięśniem przepony. Potem to określenie rozszerzono na wszystkie tańce z Północnej Afryki oraz Bliskiego Wschodu, które wiązały się z charakterystyczną pracą brzucha tancerki. 
Istnieje także inna błędna teoria na temat powstania tej mylnej nazwy. Zgodnie z nią termin taniec brzucha wywodzi się od zasłyszanego określenia beledi (jeden z gatunków tańca lub grupa rytmów), które zniekształcono do angielskiego belly dance. Nie jest to jednak prawda, gdyż termin belly dance pojawił się w języku angielskim jako tłumaczenie francuskiego danse du ventre.

## Muzyka i rytmy w tańcu arabskim

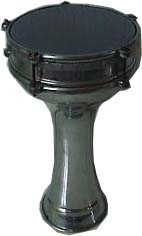
Darbuka

W tańcu orientalnym zadaniem tancerki/tancerza jest jak najdokładniejsze przedstawianie muzyki (części utworu, jego gatunku np. klasycznego lub folklorystycznego, metrum, rytmu, warstw, solowych partii poszczególnych instrumentów, nastroju i ew. warstwy tekstowej) za pomocą ruchu.
Poszczególne instrumenty są zwyczajowo interpretowane za pomocą określonej grupy ruchów (np. akordeon sugeruje przede wszystkim ruch korpusu, bioder i miednicy, kanoun – shimmy itp.), nie jest to jednak stałą regułą. To samo dotyczy rytmów (np. malfuf – ruch przestrzenny). Rytmy wnoszą też stałe ładunki emocjonalne (np. saidi – wesoły, masmoudi kabir – poważny).
Wiodącym instrumentem sekcji perkusyjnej jest darbuka. Poza częścią taksim (improwizacją na instrumentach solo) podstawą utworu jest wygrywany na niej rytm. Rytm nie jest tożsamy z metrum: np. w metrum 4/4 istnieje wiele określonych w sekwencjach uderzeń na darbuce rytmów.
Przykładowe rytmy arabskie:
- Ayoub (Zaar) 2/4
- Bambi 4/4
- Bayou 2/4
- Chiftetelli (taksim) 8/4
- Conga Masri 4/4
- Darj 6/8
- Fellahi 2/4
- Jerk 4/4
- Karrachi 2/4
- Karsilama 9/8
- Khaleegy 2/4
- Maksum 4/4
- Malfuf 2/4
- Masmoudi Kabir (duży masmoudi) 8/4
- Masmoudi Saghir (mały masmoudi, baldi) 4/4
- Rumba Masri 4/4 lub 2/4
- Saidi 4/4
- Samai (masmoudi makloub) 10/4
- Wahda 4/4
- Zaffa (Saffa) 4/4 lub 8/4.

W utworze może wystąpić kilka różnych metrum i rytmów.
Podstawowe instrumenty w tańcu orientalnym to: akordeon, darabuka, kanoun, kaval, lutnia, mizmar, nay, oud, rababa, saksofon, skrzypce i tabla, a współcześnie także keyboard.
Znani i cenieni kompozytorzy i wykonawcy to m.in.: Umm Kalsum, Farid Atrache, Mario Kirlis, Tony Mouzayek, Hossam Ramzy, Mohamed Abdel Wahab, Warda, Alabina, Dalida, Issam Houshan, Raul Ferrando, Hakim, Saad el Soghayar, Amr Diam, Nancy Ayram.

## Odmiany tańca brzucha
Wyróżnić można bardzo wiele odmian tańca orientalnego, a także tańce, które są z nim kojarzone lub się z niego wywodzą. Należy pamiętać o płynnych granicach i przenikaniu się odmian, różnicach występujących na terenach krajów oraz o tym, że każdy gatunek inaczej będzie wyglądał u danego nauczyciela (warto porównać na przykład klasykę egipską w wykonaniu Orit Maftsir i Lubny Emam). 
Jeden z podziałów uwzględnia kraj pochodzenia danego stylu: Egipt, Turcja, USA, Liban, Syria, Maroko, Tunezja. W przypadku nurtu tureckiego i egipskiego wyróżniamy dodatkowo: klasykę i tańce folklorystyczne, które wywodzą się też z innych rejonów Afryki Północnej i Bliskiego Wschodu. Osobną kategorią są odmiany będące fuzją tańca orientalnego oraz innych gatunków tanecznych.
- klasyczny taniec egipski, oriental, classical, egyptian, raqs sharqi – styl, którego nie można traktować jako jednolitej formy tańca z określonymi zasadami. Wynika to z różnic w muzyce. Różnorodne utwory możemy nazywać klasycznymi; zazwyczaj są one trudne, nasycone emocjami:
  - Megance – utwory skomponowane dla tancerek. Składają się z wejścia (entrance), zazwyczaj tańczonego z woalem, i dramatycznego zakończenia. Mogą zawierać partie (w zależności od utworu) maksuma, folkloru jak saidi czy khaleegy, taksim (solo instrumentu), drum solo itp. W Megance tancerka może popisać się szerokim wachlarzem umiejętności technicznych, interpretacyjnych oraz znajomością zasad dobierania figur do odpowiednich rytmów czy instrumentów. Jest to taniec przeznaczony na sceny, naznaczony dużymi wpływami baletowymi.
  - tradycyjne piosenki z egipskich filmów Złotej Ery, jak np. Tamra Henna czy Zeina.
  - tarab – tradycyjne pieśni arabskie znanych kompozytorów (Atrashe, Wahab), z których najbardziej popularne to te wykonywane przez Oum Kalthum – najbardziej znaną egipską pieśniarkę wszech czasów. Komponowali dla niej najlepsi kompozytorzy. Tancerka powinna dokładnie znać tekst piosenki, do której tańczy i zinterpretować go na równi z muzyką. Także dla publiczności odbiór tańca do pieśni Oum Kalthum może być bardzo trudny, zachodni widzowie nie zawsze potrafią go zrozumieć.

- klasyczny taniec turecki – styl, w którym charakterystyczna jest duża ruchliwość tancerki, przejawiająca się w rozprzestrzenianiu jej się po scenie. Nie jest to taniec statyczny, ma wiele elementów tańca romskiego. Dlatego nie brakuje w tym stylu figur odzwierciedlających temperament tancerki, takich jak podskoki, ekspansywne ruchy bioder, nawet elementy akrobatyczne. Natomiast ruchy rąk tancerek tańczących w tym stylu są miękkie i bardziej płynne niż u tancerek tańczących w stylu egipskim. Ponadto styl turecki charakteryzuje się mniejszą izolacją między ruchami górnych i dolnych partii ciała oraz użyciem zillisów (turecka nazwa saggatów) w tańcu. Swego czasu w Turcji mówiono, że tancerka brzucha, która nie umie grać na zillisach to nie jest tancerka brzucha. Ponadto przy głębszej analizie ruchów tancerki tureckiej można zauważyć, że jeśli przeprowadzimy linię łączacą oba kolce biodrowe, to w stulu tureckim będzie częściej używana powierzchnia ciała poniżej tej linii – odwrotnie niż w stylu egipskim. Tureckie tancerki brzucha były prekursorkami figury tanecznej zwanej "falą brzucha".

- Beledi, balady – taniec, z którego między innymi wywodzi się raqs sharqi oparty na rytmach z grupy beledi (masmudi mały i duży, saidi i maksum). Jest to taniec bardzo różnorodny, może być zarówno ekspresyjny i wesoły, jak i dramatyczny i pełny napięcia. Określenie baladi odnosi się zarówno do większości egipskich utworów tradycyjnych, jak i tzw. solo accordeon[4].

- Megeance – rodzaj klasycznego tańca orientalnego, który został stworzony na potrzeby dużej sceny. Charakteryzuje się zmienną muzyką, której poszczególne części są odmienne stylistycznie. Tancerka powinna zinterpretować odpowiednio każdą zmianę muzyki. Jest to typowy taniec konkursowy, szczególnie popularny w Rosji i innych krajach byłego ZSRR., przez niektórych zaliczany do klasyki egipskiej[5]

- Drum solo – taniec wykonywany do utworu muzycznego, w którym używane są wyłącznie instrumenty perkusyjne typu dumbek, tabla, saggaty etc. Nie jest osobnym stylem tanecznym, a jedynie fragmentem występu scenicznego. Tancerka stara się swoim ciałem oddać uderzenia instrumentów, co często daje efekt zabawny i zalotny. W stylu amerykańskim ruchy często wywodzą się z poppingu i lockingu, są niesamowicie precyzyjne. Drum solo jest widowiskowe i efektowne, z tego powodu często stanowi kulminacyjny punkt programu występów danej tancerki.

- Raqs assaya (assaya – bambusowa laseczka) – taniec folklorystyczny (głównie folklor egipski) wykonywany najczęściej z jedną, czasami z dwoma, a nawet trzema laskami. Istnieje wiele odmian raqs assaya, wśród nich najpopularniejsze są taniec z laską saidi i taniec z laską beledi. Saidi jest tańczony zarówno przez kobiety, jak i mężczyzn, jednak w zależności od płci tancerza ma inny charakter. Beledi z laską jest wesołe i swobodne, większą rolę odgrywa w nim praca bioder[6].

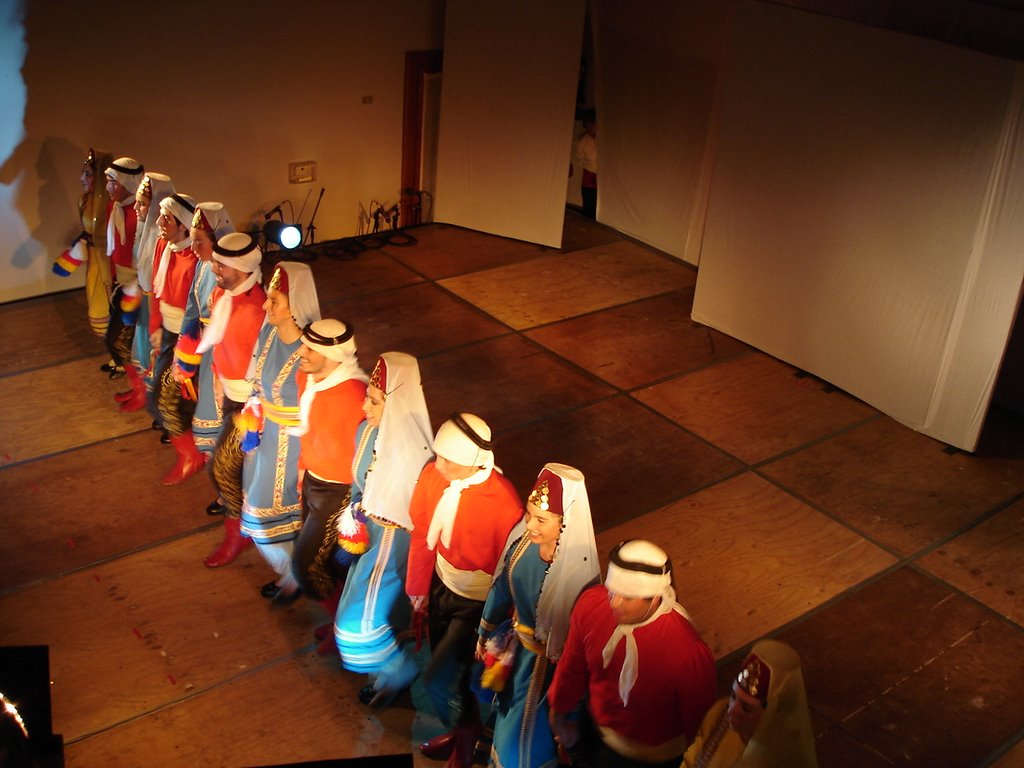
Debka

- Fellahi – tradycyjny taniec popularny wśród rolniczej ludności północnego Egiptu (fellahów). Taniec ten, wykonywany w rytm fellahi, nawiązuje do codziennego życia rolników – przedstawia zbieranie plonów, noszenie wody w dzbanach itp.

- Debka, debke, dabke – tradycyjny grupowy taniec folklorystyczny, wywodzący się z Libanu, Palestyny, Syrii i Jordanii. Jest to taniec liniowy tańczony zarówno przez kobiety, jak i mężczyzn, dynamiczny i wesoły[7].

- Raks tahtib, tahtieb – najczęściej grupowy, wyłącznie męski taniec, pochodzący z Górnego Egiptu, z regionu Said, jeden z najstarszych egipskich tańców folklorystycznych.

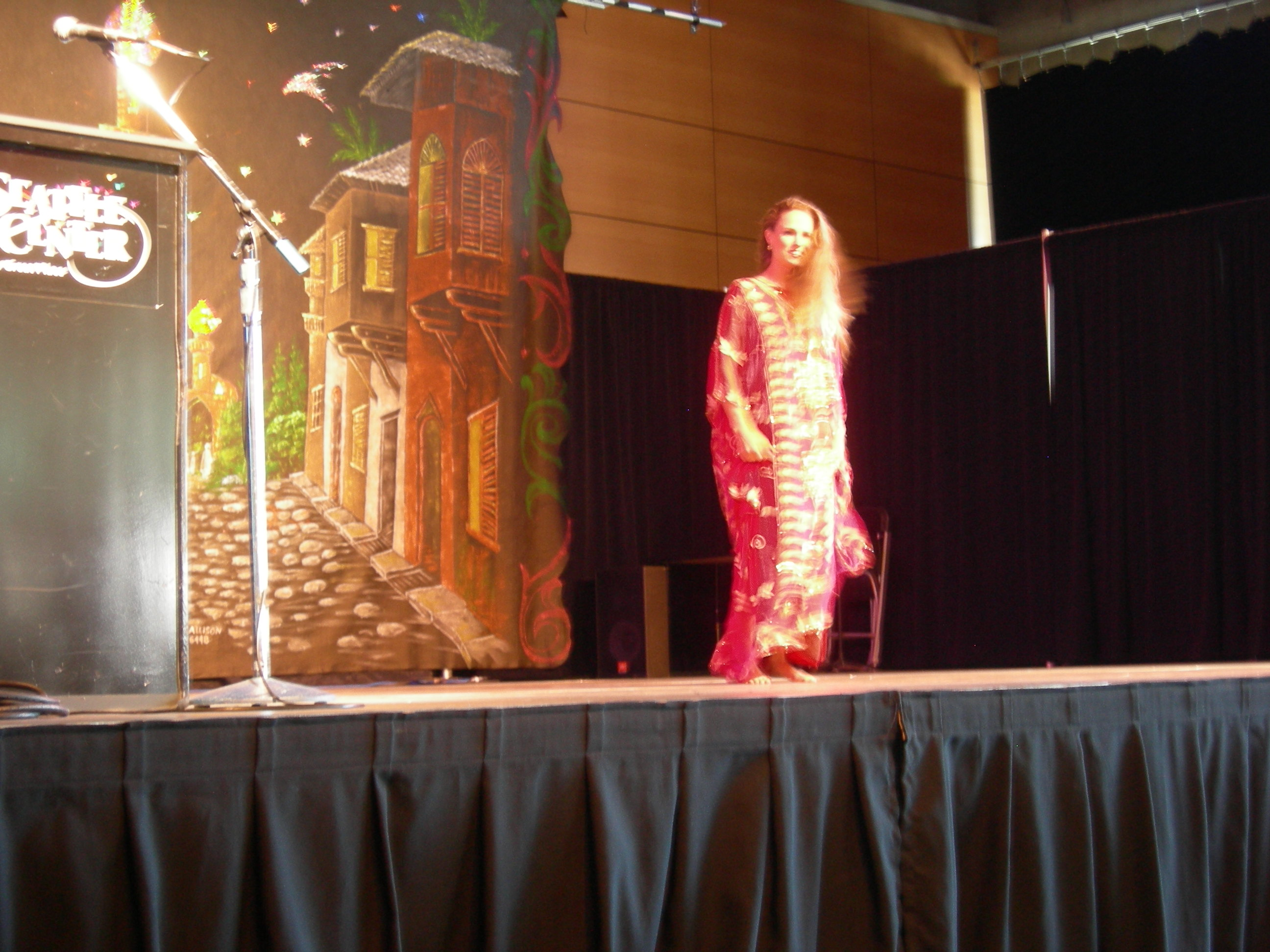
Khaleegy (taniec folklorystyczny)

- Khaleegy, raks na'ashat, neshat, nasha'ar, saudi, Golftanz, samri, Haartanz –  folklorystyczny taniec kobiecy wywodzący się z regionu półwyspu Zatoki Perskiej. Cechą charakterystyczną tego tańca jest ruch głowy, w którym tancerka przerzuca włosy z jednej strony ramion na drugą. Ważnym elementem jest też strój, który stanowi obszerna suknia zwana thobe al nashaar. Jego znajomość jest dla tancerek ważna, ponieważ może pojawić się jako fragment megance[8].

- Melaya Leff, melaya laff (dosł. „zawinięta w chustę”), eskanderani, taniec aleksandryjski – taniec miejski, który nie ma tradycyjnego charakteru, wyraża przemiany, które zaszły w Egipcie na początku XX wieku, zwłaszcza jego otwarcie się Egiptu na Zachód i nowoczesność. Charakterystycznym rekwizytem tej odmiany jest duża prostokątna chusta, którą tancerka zalotnie rozwija, po czym z powrotem zawija się w nią i zarzuca sobie na ramiona. Kostium do melaya leff znacznie różni się od kostiumów do tańca brzucha i innych tańców folklorystycznych. Składa się on z sięgającej tuż za kolana, wąskiej sukienki, chustki z pomponami na głowę, pantofelków (również z pomponami) oraz obszernej, czarnej chusty[9].

- Raks shamadan, taniec ze świecznikiem – taniec wykonywany ze specjalnym kandelabrem, który tancerka nosi na głowie. Taniec ten stanowi echo jednego ze zwyczajów weselnych[10][11][12].

- Ghawazee, gawazee – taniec plemienia Romów zamieszkujących Egipt, wykonywany przy akompaniamencie tamburyna lub cymbałków[8].

- Andaluzyjski taniec arabski, muwaschahat, muashahat, muwashahat, taniec mauretański – pierwotnie wyłącznie grupowy, taniec arabski tańczony na dworach Kordoby i Grenady za panowania Maurów w Hiszpanii (w VIII – XV w). Taniec ten został zrekonstruowany w XX wieku przez Mahmouda Redę[13].

- Faraoński taniec, pharaonic dance/style, pharaonisch Tanz – współczesny taniec, który stanowi próbę rekonstrukcji antycznych, najczęściej sakralnych tańców egipskich. Charakterystycznym rekwizytem są świece i skrzydła Isis.[14]

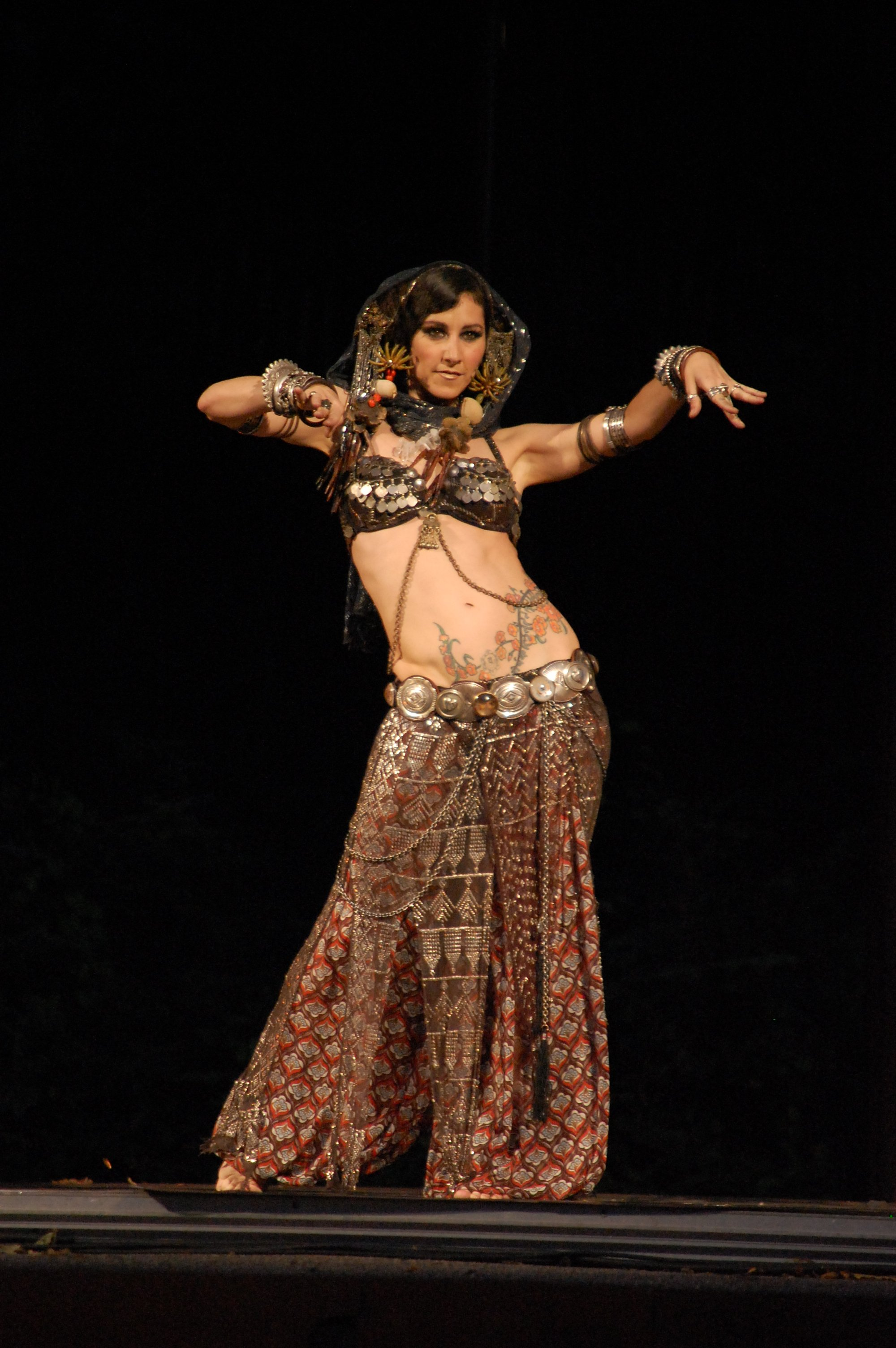
Rachel Brice, tancerka Tribalu

- Shaabi, shaábi, shaaby – styl tańca orientalnego, utożsamiany z pop-beledi, wykonywany do muzyki shaabi (współczesna popularna muzyka arabska, która bazuje na tradycyjnych rytmach, często radosna, z wyrazistym wokalem, nazywana niekiedy muzyką ulicy). Cecha odróżniającą shaabi od klasycznego raqs sharki znacznie większa swoboda[15].

- Belly dance show – inaczej fantasy bellydance – jedna z najnowszych odmian tańca brzucha. Wykorzystuje się często różnorodne rekwizyty, zaczerpnięte nierzadko z innych stylów tańca (miecze, skrzydła Izydy, woale, tace ze świecami, wachlarze, świeczniki, fan-veil, veil-poi, fire-poi) Charakterystyczną cechą są nietypowe stroje i dobór muzyki, tworzenie teatru tańca, nietypowa oprawa sceniczna (np. efekty świetlne) Jest również jedną z kategorii turniejowego tańca brzucha[16].

- American Cabaret Style – styl wykształcony w XX wieku w USA. Według znanej tancerki Ansuyi powstał on w latach 60 i 70 XX wieku w amerykańskich klubach będących miejscem spotkań przedstawicieli wielu narodowości (szczególnie wschodnich). Muzyka i taniec mieszały się tam tworząc nowy, ciekawy styl, którego charakterystyczną cechą jest nacisk na widowiskowość i efektowność. Według Ansuyi to jednak improwizacja i dzielenie się własnymi emocjami są najważniejszym celem tancerki. Charakterystyczne elementy kabaretu amerykańskiego to praca woalem (inna niż np. w klasyce egipskiej) gra na saggatach i taniec na podłodze. Współcześnie często mieszany z Belly dance show.

- Tribal – fuzja "tradycyjnego" tańca brzucha (m.in. American Cabaret Style) oraz innych gatunków tanecznych, takich jak etniczne tańce północnoafrykańskie, indyjskie oraz flamenco. W ramach tej odmiany możemy wyróżnić American Tribal Style oraz Tribal Fusion.

- Gothic Belly Dance, Raqs Gothique – fuzja tradycyjnego tańca brzucha, stylu tribal oraz subkultury gotyckiej. Cechą wyróżniającą tę odmianę spośród innych jest gotycka muzyka oraz strój.

- Bellywood – fuzja tańca orientalnego z tańcem z filmów indyjskich (Bollywood).

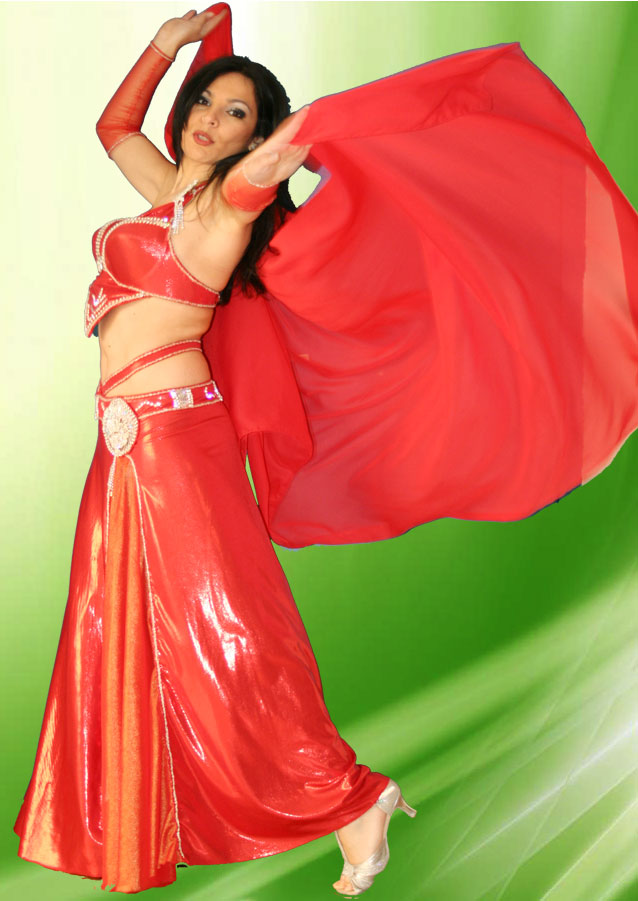
Tancerka z woalem

## Strój i rekwizyty
Kiedy taniec orientalny zaczął ewoluować do obecnej postaci, tańczono w długich, zakrywających prawie całe ciało, skąpo przyozdobionych sukniach. Na niektórych terenach strój tancerki mógł się składać z długiej spódnicy, gorsetowej kamizelki oraz chusty na biodra, a często także na głowę. Tancerki nie eksponowały nagiego brzucha (w Egipcie zabraniało tego nawet prawo). Od tego czasu strój tancerki uległ diametralnej przemianie.
Jeszcze do niedawna najbardziej popularnym strojem tancerki wykonującej ten taniec było tzw. bedleh: bogato zdobiony stanik, szeroka zwiewna spódnica oraz pas lub chusta. Tak wyglądający strój stał się popularny za sprawą aktorek Hollywood, które zafascynowane kulturą Orientu wymyśliły i rozpowszechniły swoją, odkrywającą sporo ciała i bogato zdobioną haftami, cekinami i frędzlami wersję stroju. Można przypuszczać, że po raz pierwszy ten typ stroju został zaprojektowany na potrzeby sztuki Salome Oscara Wilde’a.
Triumfy święcą stroje dwuczęściowe, zwane kabaretowymi (wywodzą się bowiem od American Cabaret Style), składające się ze zdobionego stanika i wąskiej spódnicy z rozcięciem bądź spódnicy o kroju "rybki" lub "syrenki" (dopasowanej w biodrach i rozszerzającej się od kolan w dół), często z dodatkowymi rękawkami i opaską na włosy. Stroje coraz bardziej przypominają wieczorowe kreacje. Najpopularniejsze obecnie stroje projektuje Eman Zaki. 
Gatunki folklorystyczne, takie jak saidi, khaleegy czy fellahi wykonywane są w długich sukniach (galabijach, sukniach beledi, lub w przypadku khaleegy – sukniach khaleegy).

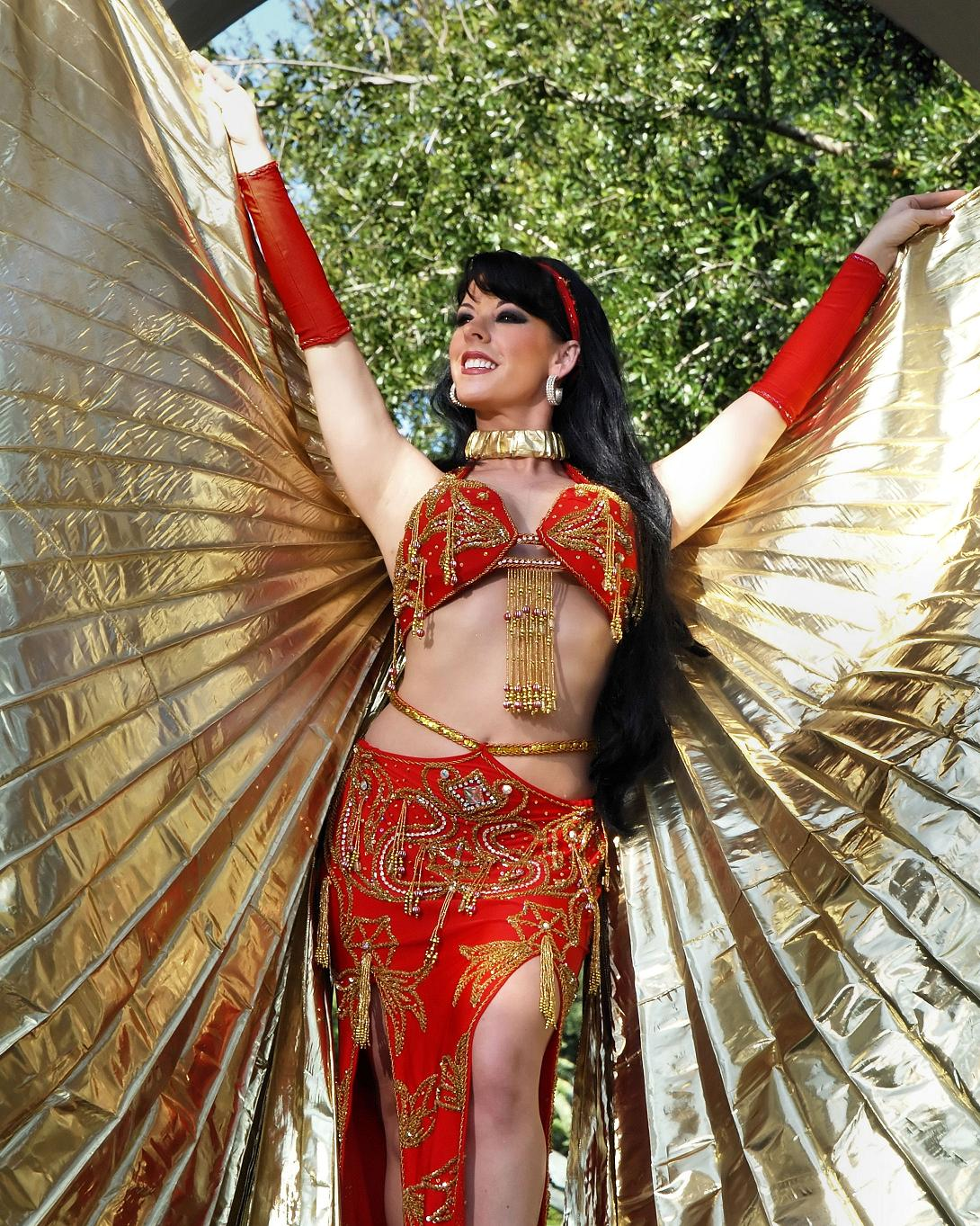
Tancerka ze skrzydłami Isis

Rekwizyty używane przez tancerki to między innymi:
- woale (welony) – rekwizyt wywodzący się z klasycznego tańca egipskiego, upowszechniony przez tancerki amerykańskie i europejskie; woal może mieć kształt prostokąta lub półkola; do tańca wykorzystuje się najczęściej jeden lub dwa woale, choć zdarzają się tancerki czerpiące z legendy o tańcu siedmiu zasłon wykonywanym przez biblijną Salome
- skrzydła Isis – jeden z najbardziej efektownych rekwizytów; stworzone i przyswojone stosunkowo niedawno
- fanveil, fan veil, wachlarzo-woal – połączenie wachlarza i jedwabnego woalu
- veil poi – połączenie stosowanych przez tancerzy ognia poi, czyli ciężarków na sznurku lub łańcuszku, z jedwabnym woalem
- saggaty (zillsy)
- tamburyn
- laska (assaya) – wykonana zazwyczaj z bambusa, zagięta półokrągło na końcu, często z bogatymi ozdobami, używana w dwojaki sposób – w niektórych tradycyjnych tańcach folklorystycznych (np. w saidi lub beledi raqs assaya), a także w choreografiach bazujących na balansach[20]
- świecznik (shamadan)
- taca, używana do balansu na głowie, najczęściej na tacy stawia się zapalone świeczki dla zwiększenia widowiskowości tańca
- dzban – rekwizyt charakterystyczny dla tańców folklorystycznych: fellahi i nubijskiego
- talerz – rekwizyt wykorzystywany w tańcu nubijskim
- chusteczki – wykorzystywane w tańcu syryjskim i andaluzyjskim
- darbuka
- wachlarz – zaczerpnięty z flamenco
- miecz lub szabla – rekwizyt głównie do balansowania, m.in. na głowie, biodrach, brzuchu, ramieniu, dokładnie wyważone i częściowo stępione[21],
- lampiony lub świeczki

## Taniec brzucha na świecie
Kolebką tańca orientalnego są kraje arabskie: głównie Egipt, ale także Liban i Turcja. 
Niektóre źródła uznają właśnie Egipt za kolebkę tańca brzucha. Tak naprawdę ciężko określić pochodzenie sztuki obejmującej tak wiele krajów i kultur oraz istniejącej od tysiącleci. Faktem jest jednak istnienie tzw. Golden Ery (Złotego Wieku), klasycznego okresu w tańcu orientalnym, przypadającego na początek XX wieku i rozkwit kinematografii egipskiej. Tancerki Golden Ery to: Badia Masabni, Fifi Abdou, Mona Said, Naima Akef, Nagua Faud, Samia Gamal, Suhair Zaki, Tahia Carioca. 
Współcześnie najbardziej znane tancerki egipskie: Dina, Lubna Emam, Camelia, Randa Kamel, Diana Tarkhan, Raqia Hassan

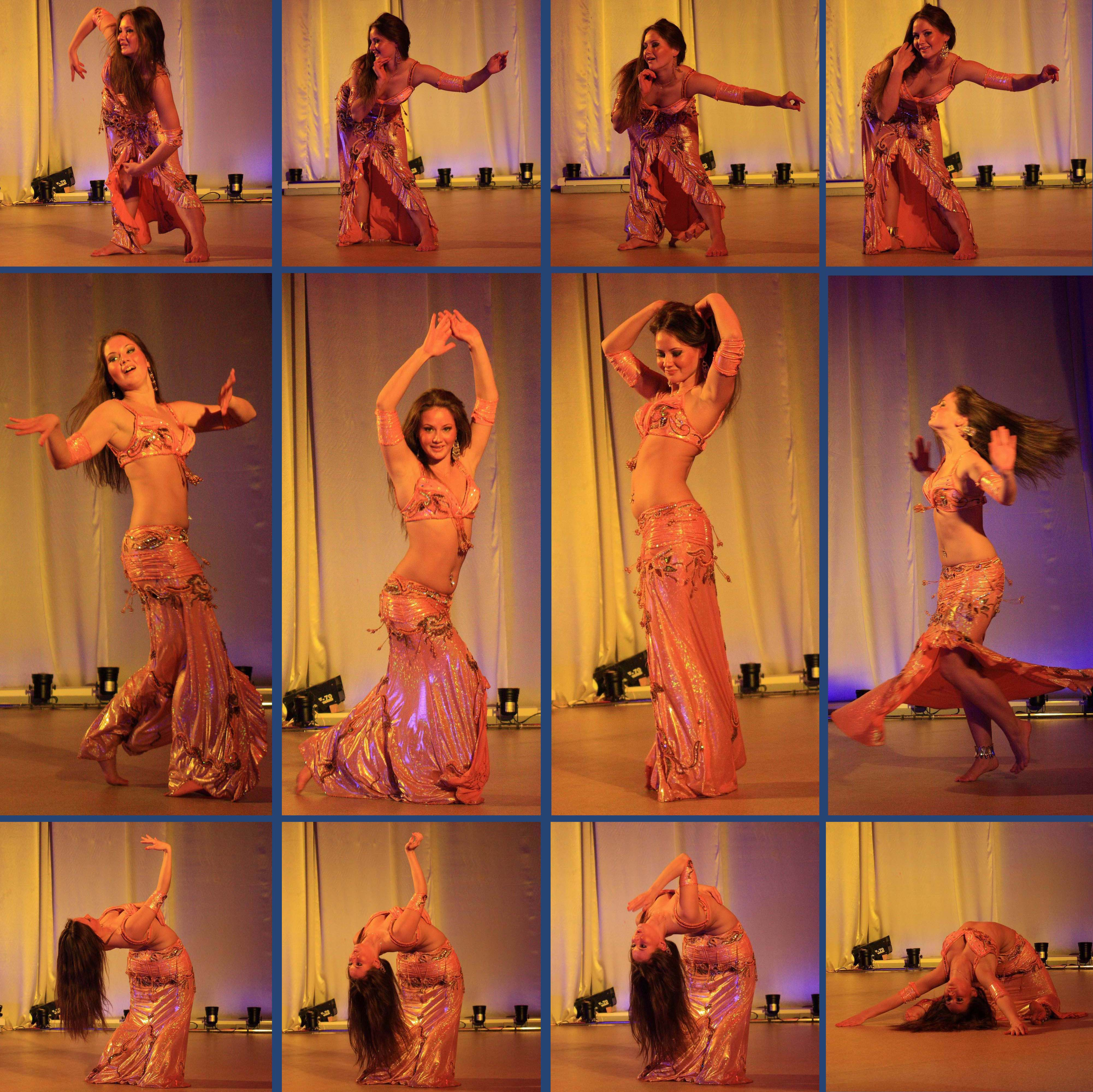
Tancerka rosyjska

Cenioną tancerką stylu libańskiego jest Amani, zaś Turcja jest kolejnym krajem, gdzie taniec brzucha jest częścią kultury. Turecki styl tańca charakteryzuje się dużą ruchliwością tancerki oraz czerpaniem z tańca romskiego. Znane tancerki tureckie to m.in. Asena, Didem i Tanyeli. 
Poza krajami Bliskiego Wschodu taniec rozwija się intensywnie praktycznie na całym świecie, m.in. w takich krajach jak Niemcy, USA, Rosja. Organizowane są narodowe, kontynentalne i międzynarodowe konkursy i mistrzostwa.
Znane amerykańskie tancerki to m.in. Amar Gamal, Ansuya, Ava Flaming, Aziza, Bozenka, Isidora Bushkovski, Jillina, Morocco, Princess Farhana, Rachel Brice, Sadie, Sonia, Tamalyn Dallal, Tamra Henna. 
Znane rosyjskie tancerki (bądź tańczące w tym stylu): Ałła Kushnir, Eugenia Kopteva, Marina Oganyan, Natalia Fadda, Samira.
Warte zobaczenia tancerki z innych krajów: Saida (Argentyna), Leyla (Niemcy), Orit Maftsir (Izrael),  Katherina Krejcova (Czechy), Zeina (Szwecja), Beata Cifuentes (Niemcy), Didem (Turcja).
Znani tancerze-mężczyźni: Tito (Egipt), Horacio Cifuentes (Niemcy), Aleksiej Riaboszapka (Rosja), Ehab Atia (Niemcy), Magdy El-Leisy (Niemcy), Mohamed Kazafy (Egipt).
Znani choreografowie, autorytety taneczne, teoretycy tańca – Mahmoud Reda, Hossam Ramzy, Zazza Hassan, Hassan Khalil.
W niektórych krajach arabskich taniec orientalny jest oficjalnie zabroniony z powodów moralno-religijnych (szariat).